# Hathliolophia alboplagiata
Hathliolophia alboplagiata är en skalbaggsart som beskrevs av Stefan von Breuning 1959. Hathliolophia alboplagiata ingår i släktet Hathliolophia och familjen långhorningar.
Artens utbredningsområde är Sulawesi. Inga underarter finns listade i Catalogue of Life.